# وحدوية (رياضيات)
في الرياضيات، نقول أن الجبر التجميعي [الإنجليزية] وحدوي unital إذا كان يحتوي على عنصر حيادي (أو وحدة) بالنسبة للضرب، أي أنه العنصر 1 ذو الخاصية التالية لجميع العناصر x:
1x = x1 = x
و هذا يكافئ القول أن الجبر هو مونويد بالنسبة للضرب . لأن العنصر الحيادي الجدائي ، في أي مونويد ، هو عنصر وحيد (لا يوجد أكثر من عنصر حيادي واحد ) .